# رموز البلدان غ
رموز البلدان G القائمة التالية تحتوي على رموز البلدان بين الحرف G.

## الغابون
| أيزو 3166-1 رقمي 266                                         | أيزو 3166-1 حرفي-3 GAB                            | أيزو 3166-1 حرفي-2 GA                              | رمز مطار منظمة الطيران المدني الدولي بادئة(es) FO          |
| قائمة مفاتيح الهاتف لدول العالم +241                         | قائمة رموز بلدان اللجنة الأولمبية الدولية GAB     | النطاق الأعلى في ترميز الدولة .ga                  | منظمة الطيران المدني الدولي تسجيل الطائرات. بادئة (es) TR- |
| الهوية الدولية لمشترك الجوال رمز البلد في الهاتف المحمول 628 | قائمة رموز أعضاء حلف الناتو رمز من ثلاثة حروف GAB | قائمة رموز أعضاء حلف الناتو رمز من حرفين (قديم) GB | مكتبة الكونغرس مارك (نظام فهرسة) GO                        |
| أرقام الهوية البحرية 626                                     | قائمة رموز الاتحاد الدولي للاتصالات GAB           | رموز معايير معالجة المعلومات الفيدرالية GB         | رمز تسجيل المركبات الدولي G                                |
| GTIN بادئة (es) —                                            | رمز برنامج الأمم المتحدة الإنمائي GAB             | المنظمة العالمية للأرصاد الجوية رمز البلد GO       | بادئة نداء الاتحاد الدولي للاتصالات TRA-TRZ                |

## غامبيا
| أيزو 3166-1 رقمي 270                                         | أيزو 3166-1 حرفي-3 GMB                            | أيزو 3166-1 حرفي-2 GM                              | رمز مطار منظمة الطيران المدني الدولي بادئة(es) GB          |
| قائمة مفاتيح الهاتف لدول العالم +220                         | قائمة رموز بلدان اللجنة الأولمبية الدولية GAM     | النطاق الأعلى في ترميز الدولة .gm                  | منظمة الطيران المدني الدولي تسجيل الطائرات. بادئة (es) C5- |
| الهوية الدولية لمشترك الجوال رمز البلد في الهاتف المحمول 607 | قائمة رموز أعضاء حلف الناتو رمز من ثلاثة حروف GMB | قائمة رموز أعضاء حلف الناتو رمز من حرفين (قديم) GA | مكتبة الكونغرس مارك (نظام فهرسة) GM                        |
| أرقام الهوية البحرية 629                                     | قائمة رموز الاتحاد الدولي للاتصالات GMB           | رموز معايير معالجة المعلومات الفيدرالية GA         | رمز تسجيل المركبات الدولي WAG                              |
| GTIN بادئة (es) —                                            | رمز برنامج الأمم المتحدة الإنمائي GAM             | المنظمة العالمية للأرصاد الجوية رمز البلد GB       | بادئة نداء الاتحاد الدولي للاتصالات C5A-C5Z                |

## جورجيا
| أيزو 3166-1 رقمي 268                                         | أيزو 3166-1 حرفي-3 GEO                            | أيزو 3166-1 حرفي-2 GE                              | رمز مطار منظمة الطيران المدني الدولي بادئة(es) UG          |
| قائمة مفاتيح الهاتف لدول العالم +995                         | قائمة رموز بلدان اللجنة الأولمبية الدولية GEO     | النطاق الأعلى في ترميز الدولة .ge                  | منظمة الطيران المدني الدولي تسجيل الطائرات. بادئة (es) 4L- |
| الهوية الدولية لمشترك الجوال رمز البلد في الهاتف المحمول 282 | قائمة رموز أعضاء حلف الناتو رمز من ثلاثة حروف GEO | قائمة رموز أعضاء حلف الناتو رمز من حرفين (قديم) GG | مكتبة الكونغرس مارك (نظام فهرسة) GS                        |
| أرقام الهوية البحرية 213                                     | قائمة رموز الاتحاد الدولي للاتصالات GEO           | رموز معايير معالجة المعلومات الفيدرالية GG         | رمز تسجيل المركبات الدولي GE                               |
| GTIN بادئة (es) 486                                          | رمز برنامج الأمم المتحدة الإنمائي GEO             | المنظمة العالمية للأرصاد الجوية رمز البلد GG       | بادئة نداء الاتحاد الدولي للاتصالات 4LA-4LZ                |

## ألمانيا
| أيزو 3166-1 رقمي 276                                         | أيزو 3166-1 حرفي-3 DEU                            | أيزو 3166-1 حرفي-2 DE                              | رمز مطار منظمة الطيران المدني الدولي بادئة(es) ED, ET     |
| قائمة مفاتيح الهاتف لدول العالم +49                          | قائمة رموز بلدان اللجنة الأولمبية الدولية GER     | النطاق الأعلى في ترميز الدولة .de                  | منظمة الطيران المدني الدولي تسجيل الطائرات. بادئة (es) D- |
| الهوية الدولية لمشترك الجوال رمز البلد في الهاتف المحمول 262 | قائمة رموز أعضاء حلف الناتو رمز من ثلاثة حروف DEU | قائمة رموز أعضاء حلف الناتو رمز من حرفين (قديم) GE | مكتبة الكونغرس مارك (نظام فهرسة) GW                       |
| أرقام الهوية البحرية 211, 218                                | قائمة رموز الاتحاد الدولي للاتصالات D             | رموز معايير معالجة المعلومات الفيدرالية GM         | رمز تسجيل المركبات الدولي D                               |
| GTIN بادئة (es) 400-440                                      | رمز برنامج الأمم المتحدة الإنمائي GER             | المنظمة العالمية للأرصاد الجوية رمز البلد DL       | بادئة نداء الاتحاد الدولي للاتصالات DAA-DRZ, Y2A-Y9Z      |

## غانا
| أيزو 3166-1 رقمي 288                                         | أيزو 3166-1 حرفي-3 GHA                            | أيزو 3166-1 حرفي-2 GH                              | رمز مطار منظمة الطيران المدني الدولي بادئة(es) DG          |
| قائمة مفاتيح الهاتف لدول العالم +233                         | قائمة رموز بلدان اللجنة الأولمبية الدولية GHA     | النطاق الأعلى في ترميز الدولة .gh                  | منظمة الطيران المدني الدولي تسجيل الطائرات. بادئة (es) 9G- |
| الهوية الدولية لمشترك الجوال رمز البلد في الهاتف المحمول 620 | قائمة رموز أعضاء حلف الناتو رمز من ثلاثة حروف GHA | قائمة رموز أعضاء حلف الناتو رمز من حرفين (قديم) GH | مكتبة الكونغرس مارك (نظام فهرسة) GH                        |
| أرقام الهوية البحرية 627                                     | قائمة رموز الاتحاد الدولي للاتصالات GHA           | رموز معايير معالجة المعلومات الفيدرالية GH         | رمز تسجيل المركبات الدولي GH                               |
| GTIN بادئة (es) 603                                          | رمز برنامج الأمم المتحدة الإنمائي GHA             | المنظمة العالمية للأرصاد الجوية رمز البلد GH       | بادئة نداء الاتحاد الدولي للاتصالات 9GA-9GZ                |

## جبل طارق
| أيزو 3166-1 رقمي 292                                         | أيزو 3166-1 حرفي-3 GIB                            | أيزو 3166-1 حرفي-2 GI                              | رمز مطار منظمة الطيران المدني الدولي بادئة(es) LX            |
| قائمة مفاتيح الهاتف لدول العالم +350                         | قائمة رموز بلدان اللجنة الأولمبية الدولية —       | النطاق الأعلى في ترميز الدولة .gi                  | منظمة الطيران المدني الدولي تسجيل الطائرات. بادئة (es) VR-G- |
| الهوية الدولية لمشترك الجوال رمز البلد في الهاتف المحمول 266 | قائمة رموز أعضاء حلف الناتو رمز من ثلاثة حروف GIB | قائمة رموز أعضاء حلف الناتو رمز من حرفين (قديم) GI | مكتبة الكونغرس مارك (نظام فهرسة) GI                          |
| أرقام الهوية البحرية 236                                     | قائمة رموز الاتحاد الدولي للاتصالات GIB           | رموز معايير معالجة المعلومات الفيدرالية GI         | رمز تسجيل المركبات الدولي GBZ                                |
| GTIN بادئة (es) —                                            | رمز برنامج الأمم المتحدة الإنمائي —               | المنظمة العالمية للأرصاد الجوية رمز البلد GI       | بادئة نداء الاتحاد الدولي للاتصالات —                        |

## اليونان
| أيزو 3166-1 رقمي 300                                         | أيزو 3166-1 حرفي-3 GRC                            | أيزو 3166-1 حرفي-2 GR                              | رمز مطار منظمة الطيران المدني الدولي بادئة(es) LG          |
| قائمة مفاتيح الهاتف لدول العالم +30                          | قائمة رموز بلدان اللجنة الأولمبية الدولية GRE     | النطاق الأعلى في ترميز الدولة .gr                  | منظمة الطيران المدني الدولي تسجيل الطائرات. بادئة (es) SX- |
| الهوية الدولية لمشترك الجوال رمز البلد في الهاتف المحمول 202 | قائمة رموز أعضاء حلف الناتو رمز من ثلاثة حروف GRC | قائمة رموز أعضاء حلف الناتو رمز من حرفين (قديم) GR | مكتبة الكونغرس مارك (نظام فهرسة) GR                        |
| أرقام الهوية البحرية 237, 239, 240, 241                      | قائمة رموز الاتحاد الدولي للاتصالات GRC           | رموز معايير معالجة المعلومات الفيدرالية GR         | رمز تسجيل المركبات الدولي GR                               |
| GTIN بادئة (es) 520-521                                      | رمز برنامج الأمم المتحدة الإنمائي GRE             | المنظمة العالمية للأرصاد الجوية رمز البلد GR       | بادئة نداء الاتحاد الدولي للاتصالات J4A-J4Z, SVA-SZZ       |

## جرينلاند
| أيزو 3166-1 رقمي 304                                         | أيزو 3166-1 حرفي-3 GRL                            | أيزو 3166-1 حرفي-2 GL                              | رمز مطار منظمة الطيران المدني الدولي بادئة(es) BG          |
| قائمة مفاتيح الهاتف لدول العالم +299                         | قائمة رموز بلدان اللجنة الأولمبية الدولية —       | النطاق الأعلى في ترميز الدولة .gl                  | منظمة الطيران المدني الدولي تسجيل الطائرات. بادئة (es) OY- |
| الهوية الدولية لمشترك الجوال رمز البلد في الهاتف المحمول 290 | قائمة رموز أعضاء حلف الناتو رمز من ثلاثة حروف GRL | قائمة رموز أعضاء حلف الناتو رمز من حرفين (قديم) GL | مكتبة الكونغرس مارك (نظام فهرسة) GL                        |
| أرقام الهوية البحرية 331                                     | قائمة رموز الاتحاد الدولي للاتصالات GRL           | رموز معايير معالجة المعلومات الفيدرالية GL         | رمز تسجيل المركبات الدولي KN (unofficial)                  |
| GTIN بادئة (es) —                                            | رمز برنامج الأمم المتحدة الإنمائي —               | المنظمة العالمية للأرصاد الجوية رمز البلد GL       | بادئة نداء الاتحاد الدولي للاتصالات —                      |

## غرينادا
| أيزو 3166-1 رقمي 308                                         | أيزو 3166-1 حرفي-3 GRD                            | أيزو 3166-1 حرفي-2 GD                              | رمز مطار منظمة الطيران المدني الدولي بادئة(es) TG          |
| قائمة مفاتيح الهاتف لدول العالم +1 473                       | قائمة رموز بلدان اللجنة الأولمبية الدولية GRN     | النطاق الأعلى في ترميز الدولة .gd                  | منظمة الطيران المدني الدولي تسجيل الطائرات. بادئة (es) J3- |
| الهوية الدولية لمشترك الجوال رمز البلد في الهاتف المحمول 352 | قائمة رموز أعضاء حلف الناتو رمز من ثلاثة حروف GRD | قائمة رموز أعضاء حلف الناتو رمز من حرفين (قديم) GJ | مكتبة الكونغرس مارك (نظام فهرسة) GD                        |
| أرقام الهوية البحرية 330                                     | قائمة رموز الاتحاد الدولي للاتصالات GRD           | رموز معايير معالجة المعلومات الفيدرالية GJ         | رمز تسجيل المركبات الدولي WG                               |
| GTIN بادئة (es) —                                            | رمز برنامج الأمم المتحدة الإنمائي GRN             | المنظمة العالمية للأرصاد الجوية رمز البلد GD       | بادئة نداء الاتحاد الدولي للاتصالات J3A-J3Z                |

## جوادلوب
| أيزو 3166-1 رقمي 312                                         | أيزو 3166-1 حرفي-3 GLP                            | أيزو 3166-1 حرفي-2 GP                              | رمز مطار منظمة الطيران المدني الدولي بادئة(es) TF         |
| قائمة مفاتيح الهاتف لدول العالم +590                         | قائمة رموز بلدان اللجنة الأولمبية الدولية —       | النطاق الأعلى في ترميز الدولة .gp                  | منظمة الطيران المدني الدولي تسجيل الطائرات. بادئة (es) F- |
| الهوية الدولية لمشترك الجوال رمز البلد في الهاتف المحمول 340 | قائمة رموز أعضاء حلف الناتو رمز من ثلاثة حروف GLP | قائمة رموز أعضاء حلف الناتو رمز من حرفين (قديم) GP | مكتبة الكونغرس مارك (نظام فهرسة) GP                       |
| أرقام الهوية البحرية 329                                     | قائمة رموز الاتحاد الدولي للاتصالات GDL           | رموز معايير معالجة المعلومات الفيدرالية GP         | رمز تسجيل المركبات الدولي —                               |
| GTIN بادئة (es) —                                            | رمز برنامج الأمم المتحدة الإنمائي GUD             | المنظمة العالمية للأرصاد الجوية رمز البلد MF       | بادئة نداء الاتحاد الدولي للاتصالات —                     |

## غوام
| أيزو 3166-1 رقمي 316                                         | أيزو 3166-1 حرفي-3 GUM                            | أيزو 3166-1 حرفي-2 GU                              | رمز مطار منظمة الطيران المدني الدولي بادئة(es) PG         |
| قائمة مفاتيح الهاتف لدول العالم +1 671                       | قائمة رموز بلدان اللجنة الأولمبية الدولية GUM     | النطاق الأعلى في ترميز الدولة .gu                  | منظمة الطيران المدني الدولي تسجيل الطائرات. بادئة (es) N- |
| الهوية الدولية لمشترك الجوال رمز البلد في الهاتف المحمول 535 | قائمة رموز أعضاء حلف الناتو رمز من ثلاثة حروف GUM | قائمة رموز أعضاء حلف الناتو رمز من حرفين (قديم) GQ | مكتبة الكونغرس مارك (نظام فهرسة) GU                       |
| أرقام الهوية البحرية —                                       | قائمة رموز الاتحاد الدولي للاتصالات GUM           | رموز معايير معالجة المعلومات الفيدرالية GQ         | رمز تسجيل المركبات الدولي —                               |
| GTIN بادئة (es) —                                            | رمز برنامج الأمم المتحدة الإنمائي —               | المنظمة العالمية للأرصاد الجوية رمز البلد GM       | بادئة نداء الاتحاد الدولي للاتصالات —                     |

## غواتيمالا
| أيزو 3166-1 رقمي 320                                         | أيزو 3166-1 حرفي-3 GTM                            | أيزو 3166-1 حرفي-2 GT                              | رمز مطار منظمة الطيران المدني الدولي بادئة(es) MG          |
| قائمة مفاتيح الهاتف لدول العالم +502                         | قائمة رموز بلدان اللجنة الأولمبية الدولية GUA     | النطاق الأعلى في ترميز الدولة .gt                  | منظمة الطيران المدني الدولي تسجيل الطائرات. بادئة (es) TG- |
| الهوية الدولية لمشترك الجوال رمز البلد في الهاتف المحمول 704 | قائمة رموز أعضاء حلف الناتو رمز من ثلاثة حروف GTM | قائمة رموز أعضاء حلف الناتو رمز من حرفين (قديم) GT | مكتبة الكونغرس مارك (نظام فهرسة) GT                        |
| أرقام الهوية البحرية 332                                     | قائمة رموز الاتحاد الدولي للاتصالات GTM           | رموز معايير معالجة المعلومات الفيدرالية GT         | رمز تسجيل المركبات الدولي GCA                              |
| GTIN بادئة (es) 740                                          | رمز برنامج الأمم المتحدة الإنمائي GUA             | المنظمة العالمية للأرصاد الجوية رمز البلد GU       | بادئة نداء الاتحاد الدولي للاتصالات TDA-TDZ, TGA-TGZ       |

## غيرنزي
| أيزو 3166-1 رقمي 831                                       | أيزو 3166-1 حرفي-3 GGY                          | أيزو 3166-1 حرفي-2 GG                             | رمز مطار منظمة الطيران المدني الدولي بادئة(es) —         |
| قائمة مفاتيح الهاتف لدول العالم —                          | قائمة رموز بلدان اللجنة الأولمبية الدولية —     | النطاق الأعلى في ترميز الدولة .gg                 | منظمة الطيران المدني الدولي تسجيل الطائرات. بادئة (es) — |
| الهوية الدولية لمشترك الجوال رمز البلد في الهاتف المحمول — | قائمة رموز أعضاء حلف الناتو رمز من ثلاثة حروف — | قائمة رموز أعضاء حلف الناتو رمز من حرفين (قديم) — | مكتبة الكونغرس مارك (نظام فهرسة) —                       |
| أرقام الهوية البحرية —                                     | قائمة رموز الاتحاد الدولي للاتصالات —           | رموز معايير معالجة المعلومات الفيدرالية —         | رمز تسجيل المركبات الدولي GBG                            |
| GTIN بادئة (es) —                                          | رمز برنامج الأمم المتحدة الإنمائي —             | المنظمة العالمية للأرصاد الجوية رمز البلد —       | بادئة نداء الاتحاد الدولي للاتصالات —                    |

## غينيا
| أيزو 3166-1 رقمي 324                                         | أيزو 3166-1 حرفي-3 GIN                            | أيزو 3166-1 حرفي-2 GN                              | رمز مطار منظمة الطيران المدني الدولي بادئة(es) GU          |
| قائمة مفاتيح الهاتف لدول العالم +224                         | قائمة رموز بلدان اللجنة الأولمبية الدولية GUI     | النطاق الأعلى في ترميز الدولة .gn                  | منظمة الطيران المدني الدولي تسجيل الطائرات. بادئة (es) 3X- |
| الهوية الدولية لمشترك الجوال رمز البلد في الهاتف المحمول 611 | قائمة رموز أعضاء حلف الناتو رمز من ثلاثة حروف GIN | قائمة رموز أعضاء حلف الناتو رمز من حرفين (قديم) GV | مكتبة الكونغرس مارك (نظام فهرسة) GV                        |
| أرقام الهوية البحرية 632                                     | قائمة رموز الاتحاد الدولي للاتصالات GUI           | رموز معايير معالجة المعلومات الفيدرالية GV         | رمز تسجيل المركبات الدولي RG                               |
| GTIN بادئة (es) —                                            | رمز برنامج الأمم المتحدة الإنمائي GUI             | المنظمة العالمية للأرصاد الجوية رمز البلد GN       | بادئة نداء الاتحاد الدولي للاتصالات 3XA-3XZ                |

## غينيا بيساو
| أيزو 3166-1 رقمي 624                                         | أيزو 3166-1 حرفي-3 GNB                            | أيزو 3166-1 حرفي-2 GW                              | رمز مطار منظمة الطيران المدني الدولي بادئة(es) GG          |
| قائمة مفاتيح الهاتف لدول العالم +245                         | قائمة رموز بلدان اللجنة الأولمبية الدولية GBS     | النطاق الأعلى في ترميز الدولة .gw                  | منظمة الطيران المدني الدولي تسجيل الطائرات. بادئة (es) J5- |
| الهوية الدولية لمشترك الجوال رمز البلد في الهاتف المحمول 632 | قائمة رموز أعضاء حلف الناتو رمز من ثلاثة حروف GNB | قائمة رموز أعضاء حلف الناتو رمز من حرفين (قديم) PU | مكتبة الكونغرس مارك (نظام فهرسة) PG                        |
| أرقام الهوية البحرية 630                                     | قائمة رموز الاتحاد الدولي للاتصالات GNB           | رموز معايير معالجة المعلومات الفيدرالية PU         | رمز تسجيل المركبات الدولي GW (unofficial)                  |
| GTIN بادئة (es) —                                            | رمز برنامج الأمم المتحدة الإنمائي GBS             | المنظمة العالمية للأرصاد الجوية رمز البلد GW       | بادئة نداء الاتحاد الدولي للاتصالات J5A-J5Z                |

## غيانا
| أيزو 3166-1 رقمي 328                                         | أيزو 3166-1 حرفي-3 GUY                            | أيزو 3166-1 حرفي-2 GY                              | رمز مطار منظمة الطيران المدني الدولي بادئة(es) SY          |
| قائمة مفاتيح الهاتف لدول العالم +592                         | قائمة رموز بلدان اللجنة الأولمبية الدولية GUY     | النطاق الأعلى في ترميز الدولة .gy                  | منظمة الطيران المدني الدولي تسجيل الطائرات. بادئة (es) 8R- |
| الهوية الدولية لمشترك الجوال رمز البلد في الهاتف المحمول 738 | قائمة رموز أعضاء حلف الناتو رمز من ثلاثة حروف GUY | قائمة رموز أعضاء حلف الناتو رمز من حرفين (قديم) GY | مكتبة الكونغرس مارك (نظام فهرسة) GY                        |
| أرقام الهوية البحرية 750                                     | قائمة رموز الاتحاد الدولي للاتصالات GUY           | رموز معايير معالجة المعلومات الفيدرالية GY         | رمز تسجيل المركبات الدولي GUY                              |
| GTIN بادئة (es) —                                            | رمز برنامج الأمم المتحدة الإنمائي GUY             | المنظمة العالمية للأرصاد الجوية رمز البلد GY       | بادئة نداء الاتحاد الدولي للاتصالات 8RA-8RZ                |